# Pur
Pur (rusky Пур) je řeka v Jamalo-něneckém autonomním okruhu Ťumeňské oblasti v Rusku. Je 389 km dlouhá od soutoku zdrojnic a 1024 km od pramene Pjakupuru. Povodí má rozlohu 112 000 km².

## Průběh toku
Vzniká soutokem řek Pjakupur a Ajvasedapur, které pramení na severních svazích Sibiřských úvalů. Protéká severním směrem přes Západosibiřskou rovinu ve značně členitém korytu. Na dolním toku se větví na jednotlivá ramena. Ústí do Tazovské zátoky Karského moře.
Levým přítokem je řeka Jevojacha.

## Vodní stav
Zdrojem vody jsou sněhové a dešťové srážky. Průměrný roční průtok vody činí 1040 m³/s a maximální dosáhl 10 000 m³/s. Zamrzá v listopadu a rozmrzá v květnu.

## Využití
Na řece je možná vodní doprava. V jejím povodí se nachází Urengojské plynové a Gubkinské plynové a naftové naleziště Západosibiřského naftového a plynového revíru.